# Saison 27 de Dancing with the Stars
Vous pouvez aider à l'améliorer ou bien discuter des problèmes sur sa page de discussion.
- Il n'est pas vérifiable et peut contenir des informations totalement erronées. Il est fortement conseillé aux contributeurs d'étayer son contenu par des sources fiables. Sans cela, sa suppression pourrait être envisagée. (si vous venez d'apposer le bandeau, veuillez cliquer sur ce lien pour créer la discussion et en afficher les indications). (Marqué depuis avril 2025)
- Il peut contenir un travail inédit ou des déclarations non vérifiées. Vous pouvez l’améliorer en ajoutant des références. (Marqué depuis avril 2025)

- Archive Wikiwix
- Bing
- Cairn
- DuckDuckGo
- E. Universalis
- Gallica
- Google
- G. Books
- G. News
- G. Scholar
- Persée
- Qwant
- (zh) Baidu
- (ru) Yandex
- (wd) trouver des œuvres sur Wikidata

Vous pouvez aider à l'améliorer ou bien discuter des problèmes sur sa page de discussion.
- Son admissibilité est à vérifier. Motif : manque de sources et de contenu notable, qui peut être éventuellement transféré dans l'article principal. Vous êtes invité à le compléter pour expliciter son admissibilité, en y apportant des sources secondaires de qualité. (Marqué depuis août 2025)
- Il ne cite pas suffisamment ses sources. Vous pouvez indiquer les passages à sourcer avec {{référence nécessaire}} ou {{Référence souhaitée}}, et inclure les références utiles en les liant aux notes de bas de page. (Marqué depuis avril 2025)
- Certaines de ses couleurs nuisent à son accessibilité et ne respectent pas la charte graphique. Les couleurs ne sont pas interdites, mais il est conseillé d'en faire un usage modéré qui respecte les normes d'accessibilité. (Marqué depuis avril 2025)
- Son texte doit être wikifié : il ne correspond pas à la mise en forme Wikipédia (style, typographie, liens internes, liens entre les wikis, etc.). (Marqué depuis avril 2025)

- Archive Wikiwix
- Bing
- Cairn
- DuckDuckGo
- E. Universalis
- Gallica
- Google
- G. Books
- G. News
- G. Scholar
- Persée
- Qwant
- (zh) Baidu
- (ru) Yandex
- (wd) trouver des œuvres sur Wikidata

La vingt-septième saison de l'émission américaine de téléréalité musicale Dancing with the Stars débute le 24 septembre 2018 sur le réseau ABC. Les candidats ont été officialisés et les couples annoncés le 12 septembre 2018.

## Couples
| Candidat                  | Occupation                                         | Partenaire            | Départ    | Classement                          |
| ------------------------- | -------------------------------------------------- | --------------------- | --------- | ----------------------------------- |
| Bobby Bones               | Animateur de l'émission radio The Bobby Bones Show | Sharna Burgess        | Semaine 9 | Vainqueur le 19 novembre 2018       |
| Milo Manheim              | Acteur Disney Channel                              | Witney Carson         | Semaine 9 | Seconde place le 19 novembre 2018   |
| Evanna Lynch              | Actrice dans la saga Harry Potter                  | Keo Motsepe           | Semaine 9 | Troisième place le 19 novembre 2018 |
| Alexis Ren                | Mannequin et personnalité d'Internet               | Alan Bersten          | Semaine 9 | Quatrième place le 19 novembre 2018 |
| Juan Pablo Di Pace        | Acteur dans La Fête à la maison : 20 ans après     | Cheryl Burke          | Semaine 8 | Eliminéle 12 novembre 2018          |
| Grocery Store Joe Amabile | Vedette de télévision                              | Jenna Johnson         | Semaine 8 | Eliminéle 12 novembre 2018          |
| John Schneider            | Acteur dont Shérif, fais-moi peur et Smallville    | Emma Slater           | Semaine 7 | Eliminéle 5 novembre 2018           |
| DeMarcus Ware             | Joueur de football américain en NFL                | Lindsay Arnold        | Semaine 7 | Eliminéle 5 novembre 2018           |
| Mary Lou Retton           | Championne olympique de gymnastique                | Sasha Farber          | Semaine 6 | Eliminéele 30 octobre 2018          |
| Tinashe                   | Chanteuse                                          | Brandon Armstrong     | Semaine 4 | Eliminéele 15 octobre 2018          |
| Nancy McKeon              | Actrice dont Drôle de vie                          | Valentin Chmerkovskiy | Semaine 3 | Eliminéele 8 octobre 2018           |
| Danelle Umstead           | Skieuse handisport                                 | Artem Chigvintsev     | Semaine 2 | Eliminéele 2 octobre 2018           |
| Nikki Glaser              | Comédienne et scénariste de télévision             | Gleb Savchenko        | Semaine 1 | Eliminéele 25 septembre 2018        |

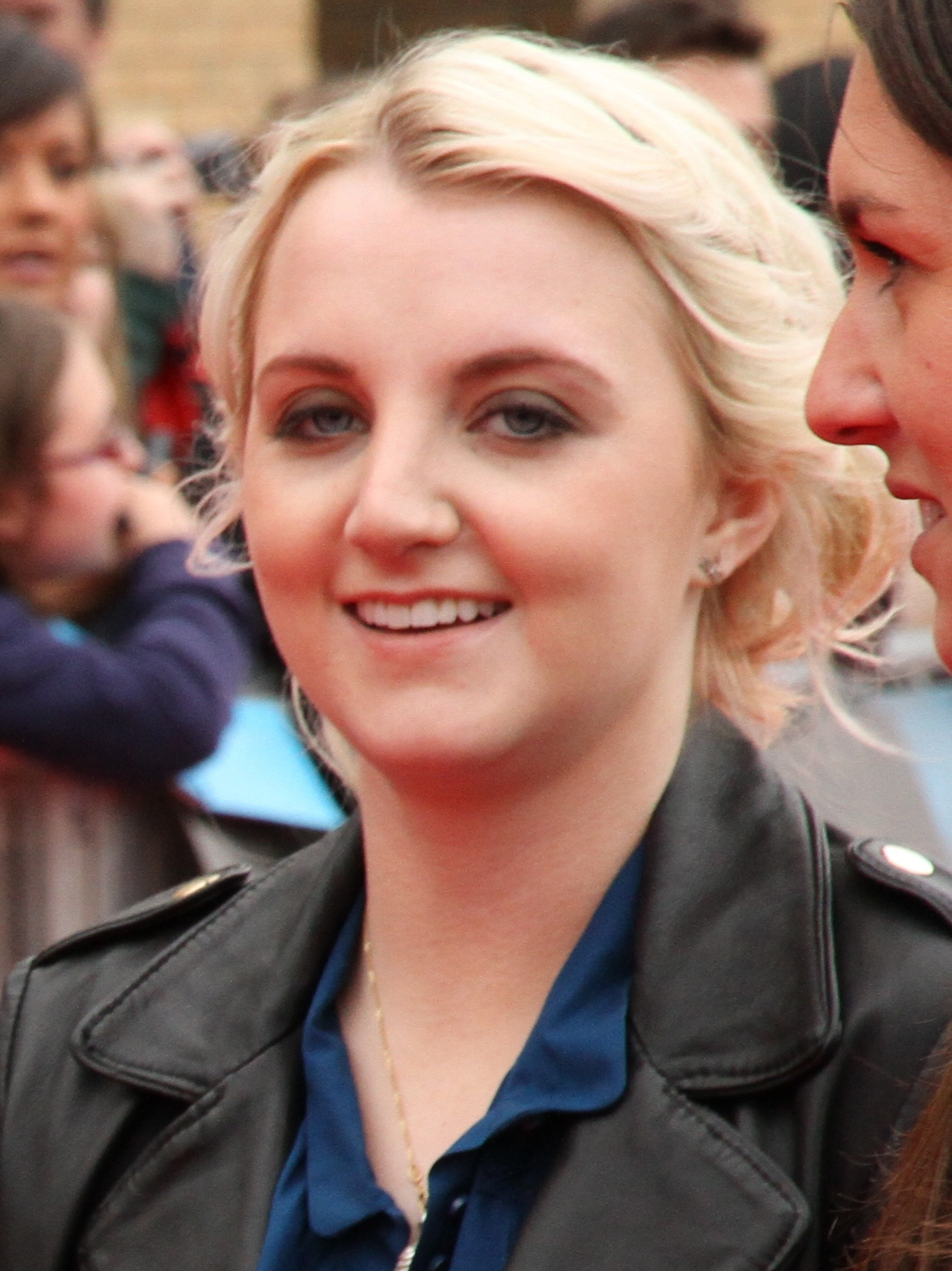
Evanna Lynch
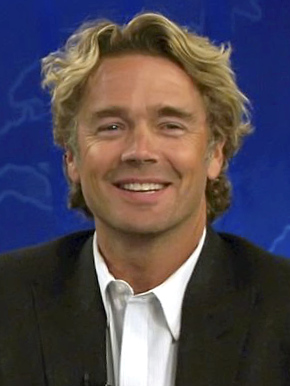
John Schneider
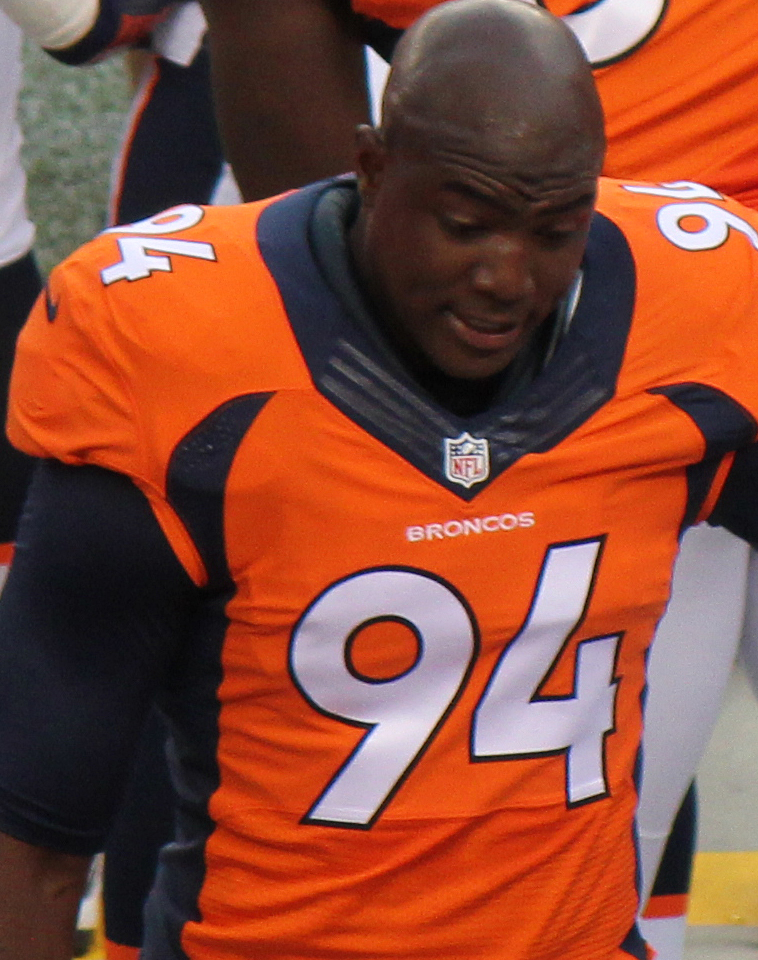
DeMarcus Ware
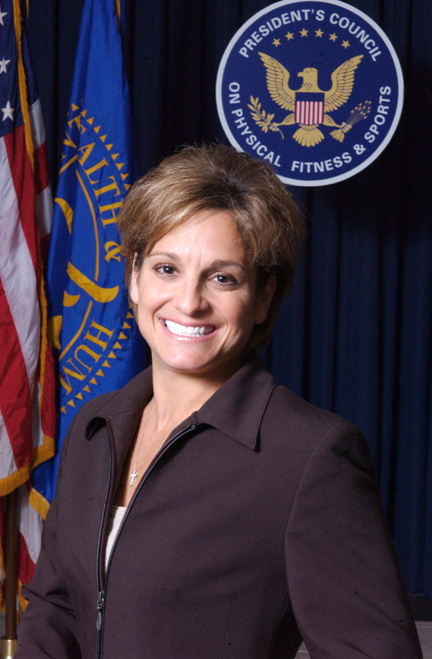
Mary Lou Retton

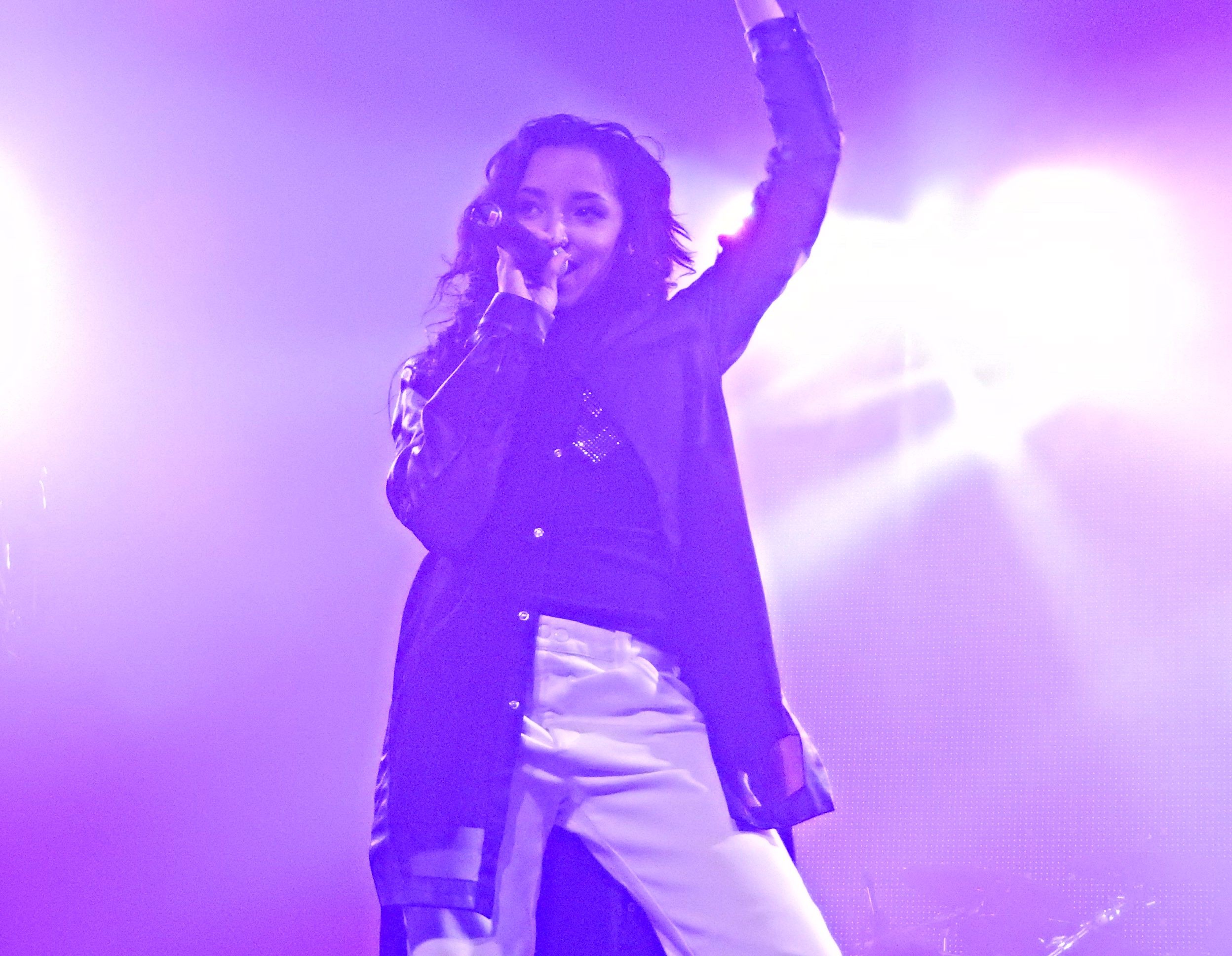
Tinashe
Nancy McKeon(à gauche)
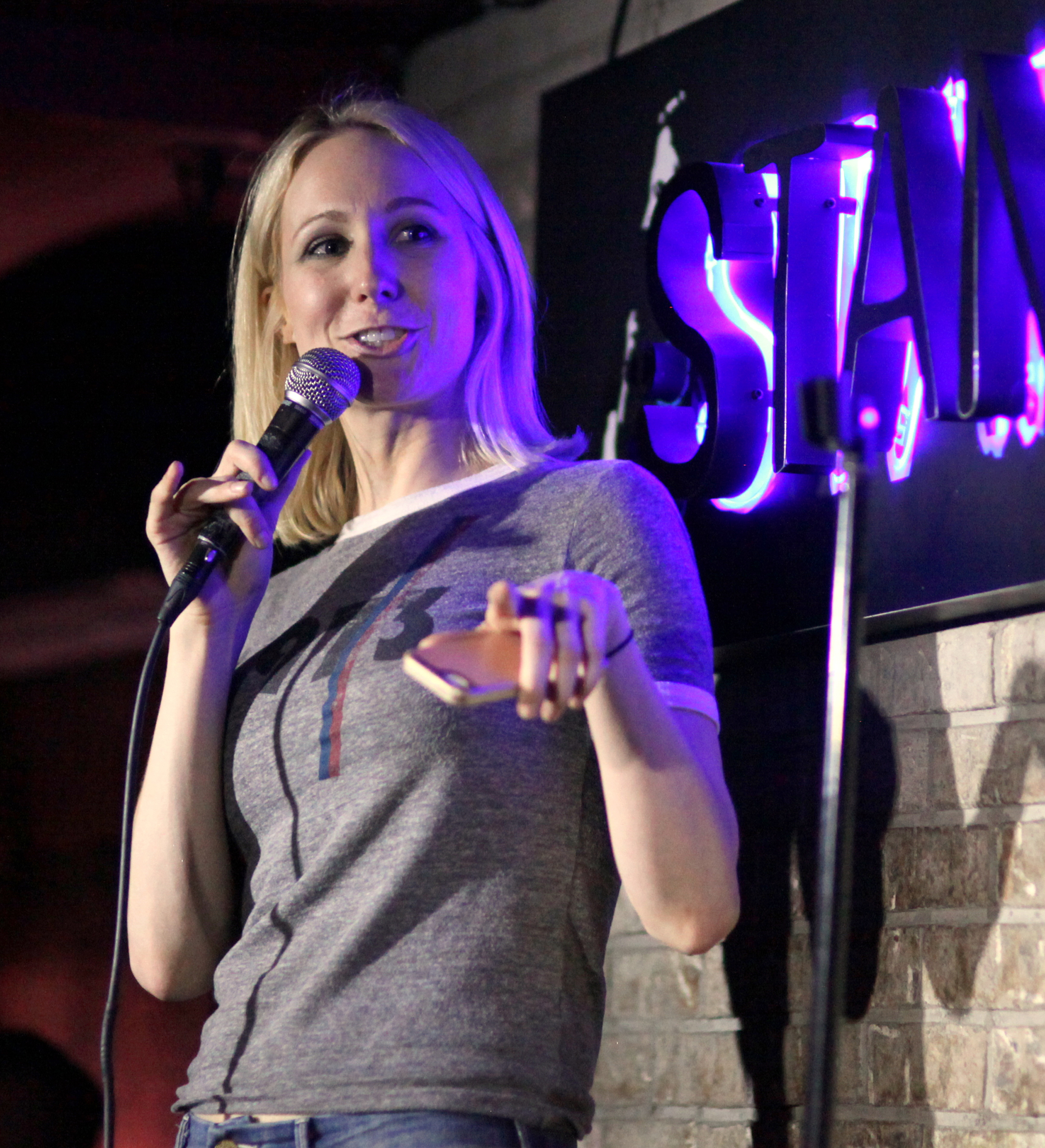
Nikki Glaser

## Scores
| Bobby & Sharna      | 1  | 20 | -  | 20 | 19 | 39 | 23 | 20 | 21 | 22 | 43 | 24 + 29 = 53 | 21 + 24 = 45 | 24 + 30 = 54 |  |  |  |  |  |  |  |  |  |  |  |  |  |  |  |  |  |  |  |
| Milo & Witney       | 2  | 20 | -  | 26 | 26 | 52 | 27 | 29 | 27 | 30 | 57 | 29 + 29 = 58 | 27 + 28 = 55 | 30 + 30 = 60 |  |  |  |  |  |  |  |  |  |  |  |  |  |  |  |  |  |  |  |
| Evanna & Keo        | 3  | 18 | -  | 24 | 24 | 48 | 27 | 24 | 24 | 29 | 53 | 30 + 29 = 59 | 30 + 28 = 58 | 30 + 30 = 60 |  |  |  |  |  |  |  |  |  |  |  |  |  |  |  |  |  |  |  |
| Alexis & Alan       | 4  | 21 | 23 | 25 | 24 | 49 | 26 | 25 | 29 | 27 | 56 | 29 + 26 = 55 | 28 + 30 = 58 | 27 + 30 = 57 |  |  |  |  |  |  |  |  |  |  |  |  |  |  |  |  |  |  |  |
| Juan Pablo & Cheryl | 5  | 22 | -  | 26 | 26 | 52 | 30 | 24 | 29 | 30 | 59 | 30 + 26 = 56 | 30 + 30 = 60 |              |  |  |  |  |  |  |  |  |  |  |  |  |  |  |  |  |  |  |  |
| Joe & Jenna         | 5  | 14 | -  | 17 | 18 | 35 | 18 | 15 | 17 | 22 | 39 | 21 + 26 = 47 | 22 + 24 = 46 |              |  |  |  |  |  |  |  |  |  |  |  |  |  |  |  |  |  |  |  |
| John & Emma         | 7  | 18 | -  | 23 | 20 | 43 | 21 | 21 | 24 | 19 | 43 | 25 + 29 = 54 |              |              |  |  |  |  |  |  |  |  |  |  |  |  |  |  |  |  |  |  |  |
| DeMarcus & Lindsay  | 7  | 23 | -  | 24 | 23 | 47 | 26 | 22 | 26 | 26 | 52 | 27 + 26 = 53 |              |              |  |  |  |  |  |  |  |  |  |  |  |  |  |  |  |  |  |  |  |
| Mary Lou & Sasha    | 9  | 19 | 21 | 22 | 24 | 46 | 24 | 26 | 25 | 24 | 49 |              |              |              |  |  |  |  |  |  |  |  |  |  |  |  |  |  |  |  |  |  |  |
| Tinashe & Brandon   | 10 | 23 | -  | 26 | 26 | 52 | 27 | 26 |    |    |    |              |              |              |  |  |  |  |  |  |  |  |  |  |  |  |  |  |  |  |  |  |  |
| Nancy & Val         | 11 | 18 | 21 | 21 | 20 | 41 | 22 |    |    |    |    |              |              |              |  |  |  |  |  |  |  |  |  |  |  |  |  |  |  |  |  |  |  |
| Danelle & Artem     | 12 | 18 | 18 | 18 | 19 | 37 |    |    |    |    |    |              |              |              |  |  |  |  |  |  |  |  |  |  |  |  |  |  |  |  |  |  |  |
| Nikki & Gleb        | 13 | 17 | 18 |    |    |    |    |    |    |    |    |              |              |              |  |  |  |  |  |  |  |  |  |  |  |  |  |  |  |  |  |  |  |

Les nombres rouges indiquent le score le plus bas pour chaque semaine de compétition
Les nombres verts indiquent le score le plus haut pour chaque semaine de compétition
 Le couple éliminé cette semaine-là
 Le couple en danger cette semaine-là
 Le couple vainqueur
 Le couple en seconde position

### Moyenne des candidats
Le tableau reprend la moyenne des notes des candidats, sur un maximum de 30 points. 
| Rang par moyenne | Place | Couple              | Total des points | Nombre de danses | Moyenne |
| ---------------- | ----- | ------------------- | ---------------- | ---------------- | ------- |
| 1                | 5     | Juan Pablo & Cheryl | 303              | 11               | 27.55   |
| 2                | 2     | Milo & Witney       | 358              | 13               | 27.53   |
| 3                | 3     | Evanna & Keo        | 347              | 13               | 26.69   |
| 4                | 4     | Alexis & Alan       | 370              | 14               | 26.43   |
| 5                | 10    | Tinashe & Brandon   | 128              | 5                | 25.6    |
| 6                | 7     | DeMarcus & Lindsay  | 223              | 9                | 24.8    |
| 7                | 9     | Mary Lou & Sasha    | 185              | 8                | 23.1    |
| 8                | 1     | Bobby & Sharna      | 297              | 13               | 22.84   |
| 9                | 7     | John & Emma         | 200              | 9                | 22.2    |
| 10               | 11    | Nancy & Val         | 102              | 5                | 20.4    |
| 11               | 5     | Joe & Jenna         | 214              | 11               | 19.45   |
| 12               | 12    | Danelle & Artem     | 73               | 4                | 18.25   |
| 13               | 13    | Nikki & Gleb        | 35               | 2                | 17.5    |

### Meilleures et pires performances par type de danses
Les meilleurs et pires scores pour chaque style de danse, sur un maximum de 30 points. 
| Danse               | Meilleur danseur                                 | Score le plus haut | Pire danseur                 | Score le plus bas |
| ------------------- | ------------------------------------------------ | ------------------ | ---------------------------- | ----------------- |
| Cha-cha-cha         | Milo Manheim                                     | 28                 | Danelle Umstead              | 18                |
| Charleston          | Juan Pablo di Pace Milo Manheim                  | 30                 | John Schneider               | 23                |
| Danse contemporaine | Milo Manheim Evanna Lynch                        | 30                 | Joe Amabile                  | 22                |
| Freestyle           | Bobby Bones Evanna Lynch Milo Manheim Alexis Ren | 30                 |                              |                   |
| Foxtrot             | Alexis Ren Milo Manheim                          | 29                 | Joe Amabile                  | 17                |
| Jazz                | Alexis Ren                                       | 27                 | Joe Amabile                  | 18                |
| Jive                | Juan Pablo di Pace Alexis Ren                    | 30                 | Joe Amabile                  | 17                |
| Paso Doble          | DeMarcus Ware                                    | 22                 | John Schneider               | 19                |
| Quickstep           | Milo Manheim                                     | 27                 | Joe Amabile                  | 14                |
| Rumba               | Evanna Lynch                                     | 30                 | Nancy McKeon                 | 22                |
| Salsa               | Juan Pablo di Pace                               | 30                 | Joe Amabile                  | 15                |
| Samba               | Juan Pablo di Pace                               | 30                 | Evanna Lynch Mary Lou Retton | 24                |
| Tango               | Evanna Lynch                                     | 30                 | Joe Amabile                  | 21                |
| Tango argentin      | Juan Pablo di Pace                               | 30                 | John Schneider               | 21                |
| Valse               | Alexis Ren                                       | 28                 | John Schneider Bobby Bones   | 21                |
| Valse viennoise     | Juan Pablo di Pace                               | 29                 | Joe Amabile                  | 18                |

### Meilleures et pires performances pour chaque danseur
Le score maximal est de 30 points. 
| Couple              | Danse avec le meilleur score                    | Danse avec le moins bon score |
| ------------------- | ----------------------------------------------- | ----------------------------- |
| Bobby & Sharna      | Freestyle (30)                                  | Quickstep (19)                |
| Milo & Witney       | Danse contemporaine Charleston Freestyle (30)   | Cha-cha-cha (20)              |
| Evanna & Keo        | Rumba Danse contemporaine Tango Freestyle (30)  | Foxtrot (18)                  |
| Alexis & Alan       | Jive Freestyle (30)                             | Jive (21)                     |
| Juan Pablo & Cheryl | Samba Jive Charleston Tango argentin Salsa (30) | Salsa (22)                    |
| Joe & Jenna         | Quickstep (24)                                  | Quickstep (14)                |
| John & Emma         | Jazz (25)                                       | Foxtrot (18)                  |
| DeMarcus & Lindsay  | Valse viennoise (27)                            | Paso Doble (22)               |
| Mary Lou & Sasha    | Charleston (26)                                 | Cha-cha-cha (19)              |
| Tinashe & Brandon   | Rumba (27)                                      | Jive (23)                     |
| Nancy & Val         | Rumba (22)                                      | Quickstep (18)                |
| Danelle & Artem     | Quickstep (19)                                  | Foxtrot Cha-cha-cha (18)      |
| Nikki & Gleb        | Salsa (18)                                      | Salsa (17)                    |

## Liste des épisodes
Les notes attribuées par les juges sont toujours dans l'ordre suivant de gauche à droite: Carrie Ann Inaba, Len Goodman (en), Bruno Tonioli (en).

### Semaine 1
Lors de cette première semaine, les célébrités danseront au cours de deux soirées : au cours de ces deux soirées, les couples danseront sur le même type de danse, mais sur des musiques et des chorégraphies différentes d'une soirée à l'autre.
Les danses de cette semaine sont : Cha-cha-cha, Foxtrot, Jive, Quickstep, Salsa
Ordre de passage
| Couple              | Scores       | Danse       | Musique                                                               |
| ------------------- | ------------ | ----------- | --------------------------------------------------------------------- |
| Mary Lou & Sasha    | 19 (6, 7, 6) | Cha-cha-cha | Treasure — Bruno Mars                                                 |
| Milo & Witney       | 20 (7, 6, 7) | Cha-cha-cha | Free Free Free — Pitbull feat. Theron Theron                          |
| Evanna & Keo        | 18 (7, 5, 6) | Foxtrot     | Do You Believe in Magic — Aly & AJ                                    |
| Danelle & Artem     | 18 (6, 6, 6) | Foxtrot     | Rise Up — Andra Day                                                   |
| Bobby & Sharna      | 20 (7, 6, 7) | Jive        | T-R-O-U-B-L-E — Travis Tritt                                          |
| Juan Pablo & Cheryl | 22 (7, 7, 8) | Salsa       | Dinero —Jennifer Lopez feat. DJ Khaled & Cardi B                      |
| Nikki & Gleb        | 17 (6, 5, 6) | Salsa       | Yes — Louisa feat. 2 Chainz                                           |
| Alexis & Alan       | 21 (7, 7, 7) | Jive        | Good Golly, Miss Molly — Little Richard                               |
| John & Emma         | 18 (7, 5, 6) | Foxtrot     | Générique de Shérif, fais-moi peur — Waylon Jennings                  |
| Tinashe & Brandon   | 23 (8, 7, 8) | Jive        | I'm a Lady — Meghan Trainor                                           |
| Nancy & Val         | 18 (6, 6, 6) | Quickstep   | It Don't Mean a Thing (If It Ain't Got That Swing) — Club des Belugas |
| Joe & Jenna         | 14 (5, 4, 5) | Quickstep   | Fish Out of Water — Leo Soul                                          |
| DeMarcus & Lindsay  | 23 (8, 7, 8) | Cha-cha-cha | Sweet Sensation — Flo Rida                                            |

### Semaine 1 - Soirée 2
Les danses de cette semaine sont : Cha-cha-cha, Foxtrot, Jive, Quickstep, Salsa
Lors de cette seconde soirée, seuls cinq couples ont dû refaire une nouvelle chorégraphie, sur une nouvelle chanson, mais sur le même style de danse que la veille.
Ordre de passage
| Couple           | Scores       | Danse       | Musique                                           | Résultat  |
| ---------------- | ------------ | ----------- | ------------------------------------------------- | --------- |
| Mary Lou & Sasha | 21 (7, 7, 7) | Cha-cha-cha | Hot Stuff — Donna Summer                          | Sauvée    |
| Danelle & Artem  | 18 (6, 6, 6) | Foxtrot     | Strong Ones — Armin van Buuren feat. Cimo Fränkel | Sauvée    |
| Nikki & Gleb     | 18 (6, 6, 6) | Salsa       | Tres Deseos — Gloria Estefan                      | Eliminée  |
| Alexis & Alan    | 23 (7, 8, 8) | Jive        | Shake the Room — Gamu                             | Sauvée    |
| Nancy & Val      | 21 (7, 7, 7) | Quickstep   | Walking on Sunshine — Katrina and the Waves       | En danger |

### Semaine 2 - Semaine spéciale New York et Las Vegas
Lors de cette deuxième semaine, les célébrités danseront une nouvelle fois au cours de deux soirées, mais, cette fois-ci, les célébrités danseront sur deux danses différentes. Les musiques auront un lien soit avec New York soit avec Las Vegas.
Les danses de cette soirée sont : Cha-cha-cha, Charleston, Foxtrot, Jive, Quickstep, Samba, Valse, Tango argentin
Ordre de passage (Soirée 1) - Soirée spéciale New York
| Couple              | Scores       | Danse          | Musique                                                |
| ------------------- | ------------ | -------------- | ------------------------------------------------------ |
| DeMarcus & Lindsay  | 24 (8, 8, 8) | Foxtrot        | The Boy from New York City — The Manhattan Transfer    |
| Danelle & Artem     | 18 (6, 6, 6) | Cha-cha-cha    | Welcome to New York — Taylor Swift                     |
| John & Emma         | 23 (8, 7, 8) | Charleston     | New York's My Home — Sammy Davis Jr.                   |
| Nancy & Val         | 21 (7, 7, 7) | Cha-cha-cha    | Uptown Girl — Billy Joel                               |
| Alexis & Alan       | 25 (8, 9, 8) | Tango argentin | Swan Lake Suite — Ray Chew                             |
| Joe & Jenna         | 17 (5, 6, 6) | Foxtrot        | New York State of Mind — Matt Beilis                   |
| Tinashe & Brandon   | 26 (9, 8, 9) | Tango argentin | New Dorp. New York. — SBTRKT feat. Ezra Koenig         |
| Milo & Witney       | 26 (9, 8, 9) | Charleston     | Living in New York City — Robin Thicke                 |
| Mary Lou & Sasha    | 22 (8, 7, 7) | Valse          | (You Make Me Feel Like) A Natural Woman — Sarah Bockel |
| Juan Pablo & Cheryl | 26 (9, 8, 9) | Quickstep      | 42nd Street — Cherry Poppin' Daddies                   |
| Evanna & Keo        | 24 (8, 8, 8) | Samba          | Can't Touch It — Ricki-Lee Coulter                     |
| Bobby & Sharna      | 20 (7, 6, 7) | Foxtrot        | Theme from New York, New York — Frank Sinatra          |

Ordre de passage (Soirée 2) - Soirée spéciale Las Vegas
| Couple              | Scores       | Danse       | Musique                                  | Résultat  |
| ------------------- | ------------ | ----------- | ---------------------------------------- | --------- |
| Juan Pablo & Cheryl | 26 (9, 8, 9) | Foxtrot     | Why Don't You Do Right? — Peggy Lee      | Sauvé     |
| Milo & Witney       | 26 (9, 8, 9) | Tango       | Ashes — Céline Dion                      | Sauvé     |
| Danelle & Artem     | 19 (7, 6, 6) | Quickstep   | Luck Be a Lady — Donny Osmond            | Éliminée  |
| Alexis & Alan       | 24 (8, 8, 8) | Salsa       | Booty — Jennifer Lopez feat. Iggy Azalea | Sauvée    |
| John & Emma         | 20 (7, 6, 7) | Jive        | King Creole — Elvis Presley              | En danger |
| DeMarcus & Lindsay  | 23 (8, 7, 8) | Quickstep   | Ladies Man — Boyz II Men                 | Sauvé     |
| Joe & Jenna         | 18 (6, 6, 6) | Jazz        | The Gambler — Kenny Rogers               | Sauvé     |
| Evanna & Keo        | 24 (8, 8, 8) | Jive        | Heat Wave — Martha and the Vandellas     | Sauvée    |
| Bobby & Sharna      | 19 (7, 6, 6) | Quickstep   | That Old Black Magic — Sammy Davis Jr.   | Sauvé     |
| Nancy & Val         | 20 (7, 6, 7) | Paso doble  | Storm — René Dupéré                      | Sauvée    |
| Tinashe & Brandon   | 26 (9, 8, 9) | Cha-cha-cha | Circus — Britney Spears                  | Sauvée    |
| Mary Lou & Sasha    | 24 (8, 8, 8) | Samba       | Copacabana — Barry Manilow               | Sauvée    |

### Semaine 3 - L'année la plus mémorable de leur vie
Lors de cette troisième semaine, les célébrités danseront au cours d'une soirée unique sur une musique qui rappelle une année mémorable de la vie de chacune.
Les danses de cette soirée sont : Danse contemporaine, Jive, Salsa, Samba, Tango argentin, Valse, Valse viennoise
| Couple              | Scores          | Danse               | Musique                                                         | Résultat  |
| ------------------- | --------------- | ------------------- | --------------------------------------------------------------- | --------- |
| Mary Lou & Sasha    | 24 (8, 8, 8)    | Valse viennoise     | We Are the Champions — Queen                                    | Sauvée    |
| Milo & Witney       | 27 (9, 9, 9)    | Jive                | Can You Do This — Aloe Blacc                                    | Sauvé     |
| Nancy & Val         | 22 (8, 7, 7)    | Rumba               | Love Someone — Lukas Graham                                     | Eliminée  |
| Alexis & Alan       | 26 (9, 8, 9)    | Danse contemporaine | How to Save a Life - The Fray                                   | Sauvée    |
| Evanna & Keo        | 27 (9, 9, 9)    | Valse viennoise     | Générique d'Harry Potter à l'école des sorciers — John Williams | Sauvée    |
| Joe & Jenna         | 18 (6, 6, 6)    | Valse viennoise     | You Are the Reason — Calum Scott & Leona Lewis                  | Sauvé     |
| Juan Pablo & Cheryl | 30 (10, 10, 10) | Samba               | Ni Tú Ni Yo — Jennifer Lopez feat. Gente de Zona                | Sauvé     |
| John & Emma         | 21 (7, 7, 7)    | Valse               | Smile — Charlie Chaplin                                         | Sauvé     |
| Bobby & Sharna      | 23 (8, 7, 8)    | Danse contemporaine | A Million Dreams du film The Greatest Showman — Malachi Barton  | Sauvé     |
| Tinashe & Brandon   | 27 (9, 9, 9)    | Rumba               | 2 On — Tinashe feat. Schoolboy Q                                | En danger |
| DeMarcus & Lindsay  | 26 (9, 8, 9)    | Tango argentin      | Lux Aeterna — Clint Mansell & Kronos Quartet                    | Sauvé     |

### Semaine 4 - Soirée Danses en trio
Lors de cette troisième semaine, les célébrités ont dansé au cours d'une soirée unique en trio avec un ancien candidat des précédentes saisons de l'émission ou un(e) de leurs ami(e)s.
Les danses de cette soirée sont : Cha-cha-cha, Charleston, Paso Doble, Salsa, Tango, Tango argentin
| Couple (Partenaire de trio)           | Scores         | Danse          | Musique                                                | Résultat  |
| ------------------------------------- | -------------- | -------------- | ------------------------------------------------------ | --------- |
| Juan Pablo & Cheryl (Melissa Rycroft) | 24 (8, 8, 8)   | Cha-cha-cha    | Wavey — CLiQ feat. Alika                               | Sauvé     |
| Tinashe & Brandon (Amy Purdy)         | 26 (9, 8, 9)   | Tango          | Hit Me with Your Best Shot — Pat Benatar               | Éliminée  |
| John & Emma (Joey Fatone)             | 21 (7, 7, 7)   | Tango argentin | Torn — Nathan Lanier                                   | Sauvé     |
| Evanna & Keo (Scarlett Byrne)         | 24 (8, 8, 8)   | Salsa          | Black Magic — Little Mix                               | En danger |
| DeMarcus & Lindsay (Rashad Jennings)  | 22 (7, 7, 8)   | Paso doble     | Fire — Barns Courtney                                  | Sauvé     |
| Mary Lou & Sasha (Nastia Liukin)      | 26 (9, 8, 9)   | Charleston     | V.E.S.P.A. — Dimie Cat                                 | Sauvée    |
| Milo & Witney (Riker Lynch)           | 29 (10, 9, 10) | Salsa          | Adrenalina — Wisin feat. Ricky Martin & Jennifer Lopez | Sauvé     |
| Joe & Jenna (Jordan Kimball)          | 15 (5, 5, 5)   | Salsa          | I'm Too Sexy — Right Said Fred                         | Sauvé     |
| Alexis & Alan (Maddie Ziegler)        | 25 (8, 8, 9)   | Tango          | Move Your Body — Sia                                   | Sauvée    |
| Bobby & Sharna (Lindsey Stirling)     | 20 (7, 6, 7)   | Cha-cha-cha    | U Can't Touch This — MC Hammer                         | Sauvé     |

### Semaine 5 - Soirée spéciale Disney
Au cours de cette soirée spéciale consacrée aux chansons des films Disney, aucun couple n'a été éliminé
Les danses de cette soirée sont : Charleston, Danse contemporaine, Foxtrot, Jazz, Jive, Valse, Valse viennoise
| Couple              | Scores         | Danse               | Musique                                                                                | Film                  |
| ------------------- | -------------- | ------------------- | -------------------------------------------------------------------------------------- | --------------------- |
| Alexis & Alan       | 29 (10, 9, 10) | Foxtrot             | Just Around the Riverbend — Judy Kuhn                                                  | Pocahontas            |
| Juan Pablo & Cheryl | 29 (10, 9, 10) | Valse viennoise     | Gaston — Jesse Corti & Richard White                                                   | La Belle et la Bête   |
| DeMarcus & Lindsay  | 26 (9, 8, 9)   | Charleston          | A Star Is Born — Lillias White, LaChanze, Roz Ryan, Cheryl Freeman & Vanéese Y. Thomas | Hercule               |
| Evanna & Keo        | 24 (8, 8, 8)   | Jazz                | When Will My Life Begin ? — Mandy Moore                                                | Raiponce              |
| Joe & Jenna         | 17 (6, 5, 6)   | Jive                | Zero — Imagine Dragons                                                                 | Ralph                 |
| Mary Lou & Sasha    | 25 (9, 8, 8)   | Danse contemporaine | Reflection — Lea Salonga                                                               | Mulan                 |
| John & Emma         | 24 (8, 8, 8)   | Quickstep           | I Wan'na Be like You — Louis Prima                                                     | Le Livre de la Jungle |
| Bobby & Sharna      | 21 (7, 7, 7)   | Valse               | Part of Your World Reprise — Jodi Benson                                               | La Petite Sirène      |
| Milo & Witney       | 27 (9, 8, 10)  | Quickstep           | Incredibles 2 — Michael Giacchino                                                      | Les Indestructibles 2 |

### Semaine 6 - Soirée Halloween
Cette semaine, toutes les chansons et tous les tableaux ont un lien avec Halloween.
Les danses de cette soirée sont : Danse contemporaine, Jazz, Jive, Paso Doble, Salsa, Tango, Tango argentin
| Couple              | Scores          | Danse               | Musique                                               | Résultat  |
| ------------------- | --------------- | ------------------- | ----------------------------------------------------- | --------- |
| Milo & Witney       | 30 (10, 10, 10) | Danse contemporaine | Toxic — 2WEI                                          | Sauvé     |
| John & Emma         | 19 (6, 7, 6)    | Paso doble          | Générique de Beetlejuice — Danny Elfman               | Sauvé     |
| DeMarcus & Lindsay  | 26 (8, 9, 9)    | Salsa               | Under Your Spell — Leo Soul                           | Sauvé     |
| Evanna & Keo        | 29 (10, 9, 10)  | Tango               | Disturbia — Rihanna                                   | Sauvée    |
| Bobby & Sharna      | 22 (8, 7, 7)    | Tango argentin      | Mr. Sandman — SYML                                    | Sauvé     |
| Mary Lou & Sasha    | 24 (8, 8, 8)    | Tango               | Shame — Elle King                                     | Éliminée  |
| Alexis & Alan       | 27 (9, 9, 9)    | Jazz                | Candyman — Christina Aguilera                         | En danger |
| Joe & Jenna         | 22 (8, 7, 7)    | Tango argentin      | Roxanne — José Feliciano, Ewan McGregor & Jacek Koman | Sauvé     |
| Juan Pablo & Cheryl | 30 (10, 10, 10) | Jive                | Dead Man's Party — Atwater Men's Club                 | Sauvé     |

### Semaine 7: Soirée Country
Lors de cette soirée, les couples performent sur une danse non-apprise avec une musique ayant trait à la Country music. À l'issue de cette soirée, deux couples sont éliminés de la compétition.
Ordre de passage
| Couple                                                           | Scores          | Danse                    | Musique                                             | Résultat                                    |
| ---------------------------------------------------------------- | --------------- | ------------------------ | --------------------------------------------------- | ------------------------------------------- |
| John & Emma                                                      | 25 (8, 9, 8)    | Jazz                     | Thank God I'm a Country Boy — John Denver           | Éliminé                                     |
| Evanna & Keo                                                     | 30 (10, 10, 10) | Rumba                    | Every Little Thing — Carly Pearce                   | En danger                                   |
| Juan Pablo & Cheryl                                              | 30 (10, 10, 10) | Charleston               | One Shot — Hunter Hayes                             | Sauvé                                       |
| Joe & Jenna                                                      | 21 (7, 7, 7)    | Tango                    | Burning Man — Dierks Bentley feat. Brothers Osborne | Sauvé                                       |
| Milo & Witney                                                    | 29 (10, 9, 10)  | Foxtrot                  | Born to Love You — Lanco                            | Sauvé                                       |
| DeMarcus & Lindsay                                               | 27 (9, 9, 9)    | Valse viennoise          | Tennessee Whiskey — Chris Stapleton                 | Éliminé                                     |
| Alexis & Alan                                                    | 29 (9, 10, 10)  | Samba                    | Ladies in the ’90s — Lauren Alaina                  | Sauvée                                      |
| Bobby & Sharna                                                   | 24 (8, 8, 8)    | Valse viennoise          | Can't Help Falling in Love — Chris Janson           | Sauvé                                       |
| Bobby & Sharna Evanna & Keo John & Emma Milo & Witney            | 29 (10, 9, 10)  | Freestyle (Team HayNow)  | 9 to 5 — Dolly Parton                               | 9 to 5 — Dolly Parton                       |
| Alexis & Alan DeMarcus & Lindsay Joe & Jenna Juan Pablo & Cheryl | 26 (9, 8, 9)    | Freestyle (Team JoeDown) | Country Girl (Shake It for Me) — Luke Bryan         | Country Girl (Shake It for Me) — Luke Bryan |

### Semaine 8: Demi-finale
Lors de cette soirée, deux danses sont prévues par couple : la première sera une danse encore non-apprise dans laquelle chaque célébrité rendra hommage à une personne qui lui est chère. La seconde sera une danse sur le même style que la danse de la semaine 1, mais sur une musique différente, le tout coaché par un des trois juges. Au terme de la soirée, deux couples sont éliminés. 
Ordre de passage
| Couple (Juge)                       | Scores          | Danse               | Musique                                     | Résultat  |
| ----------------------------------- | --------------- | ------------------- | ------------------------------------------- | --------- |
| Bobby & Sharna (Len Goodman)        | 21 (7, 7, 7)    | Salsa               | G.D.F.R. — Flo Rida                         | Sauvé     |
| Bobby & Sharna (Len Goodman)        | 24 (8, 8, 8)    | Jive                | Gimme Some Lovin' — The Spencer Davis Group | Sauvé     |
| Alexis & Alan (Bruno Tonioli)       | 28 (9, 9, 10)   | Valse               | Water — Bishop Briggs                       | En danger |
| Alexis & Alan (Bruno Tonioli)       | 30 (10, 10, 10) | Jive                | Yes — Merry Clayton                         | En danger |
| Joe & Jenna (Carrie Ann Inaba)      | 22 (8, 7, 7)    | Danse contemporaine | This Year's Love — David Gray               | Eliminé   |
| Joe & Jenna (Carrie Ann Inaba)      | 24 (8, 8, 8)    | Quickstep           | Check it Out — Oh the Larceny               | Eliminé   |
| Juan Pablo & Cheryl (Bruno Tonioli) | 30 (10, 10, 10) | Tango argentin      | Libertango — from Forever Tango             | Eliminé   |
| Juan Pablo & Cheryl (Bruno Tonioli) | 30 (10, 10, 10) | Salsa               | Tu Sonrisa — Elvis Crespo                   | Eliminé   |
| Evanna & Keo (Len Goodman)          | 30 (10, 10, 10) | Danse contemporaine | Stand Up for Something — Andra Day & Common | Sauvée    |
| Evanna & Keo (Len Goodman)          | 28 (10, 9, 9)   | Foxtrot             | Rewrite the Stars — Zac Efron & Zendaya     | Sauvée    |
| Milo & Witney (Carrie Ann Inaba)    | 27 (9, 9, 9)    | Tango argentin      | Pray for Me — The Weeknd & Kendrick Lamar   | Sauvé     |
| Milo & Witney (Carrie Ann Inaba)    | 28 (9, 9, 10)   | Cha-cha-cha         | Good Feeling — Austin French                | Sauvé     |

### Semaine 9: Finale
Lors de cette ultime soirée de la saison, deux danses sont prévues par couple : la première sera, pour chaque candidat, une seconde performance sur sa danse préférée de la saison. La deuxième danse sera un freestyle. Le couple vainqueur sera désigné au terme de ces deux danses
Ordre de passage
| Couple         | Scores          | Danse          | Musique                                          | Résultat        |
| -------------- | --------------- | -------------- | ------------------------------------------------ | --------------- |
| Alexis & Alan  | 27 (9, 9, 9)    | Tango argentin | Le Lac des cygnes                                | Quatrième place |
| Alexis & Alan  | 30 (10, 10, 10) | Freestyle      | Head Above Water — Avril Lavigne                 | Quatrième place |
| Bobby & Sharna | 24 (8, 8, 8)    | Cha-cha-cha    | U Can't Touch This — MC Hammer                   | Vainqueur       |
| Bobby & Sharna | 30 (10, 10, 10) | Freestyle      | The Greatest Show —Panic! at the Disco           | Vainqueur       |
| Evanna & Keo   | 30 (10, 10, 10) | Tango          | Disturbia — Rihanna                              | Troisième place |
| Evanna & Keo   | 30 (10, 10, 10) | Freestyle      | It's Oh So Quiet — Björk                         | Troisième place |
| Milo & Witney  | 30 (10, 10, 10) | Charleston     | Living in New York City — Robin Thicke           | Seconde place   |
| Milo & Witney  | 30 (10, 10, 10) | Freestyle      | Ain't No Sunshine (remix de Lido) — Bill Withers | Seconde place   |

## Vue d'ensemble des danses
Chaque célébrité performe sur une danse différente chaque semaine, parmi une sélection :
- Semaine 1 : Cha-cha-cha, Foxtrot, Jive, Quickstep, Salsa
- Semaine 2 : Cha-cha-cha, Charleston, Foxtrot, Jazz, Jive, Paso Doble, Quickstep, Salsa, Samba, Tango, Tango argentin, Valse
- Semaine 3 : Danse contemporaine, Jive, Rumba, Samba, Tango argentin, Valse, Valse viennoise
- Semaine 4 : Cha-cha-cha, Charleston, Paso Doble, Salsa, Tango, Tango argentin
- Semaine 5 : Charleston, Danse contemporaine, Foxtrot, Jazz, Paso Doble, Quickstep, Valse, Valse viennoise
- Semaine 6 : Danse contemporaine, Foxtrot, Jazz, Jive, Paso Doble, Quickstep, Salsa, Tango, Tango argentin
- Semaine 7 : Charleston, Danse contemporaine, Foxtrot, Jazz, Rumba, Samba, Tango, Valse viennoise
- Semaine 8 : Cha-cha-cha, Danse contemporaine, Foxtrot, Jive, Quickstep, Salsa, Tango argentin, Valse
- Semaine 9 : Cha-cha-cha, Charleston, Tango, Tango argentin + Freestyle

| Bobby & Sharna      | Jive        | Immunité    | Foxtrot        | Quickstep   | Danse contemporaine | Cha-cha-cha    | Valse               | Tango argentin      | Valse viennoise | Freestyle (Team HayNow)  | Salsa               | Jive        | Cha-cha-cha    | Freestyle |  |  |  |  |  |  |  |  |  |  |  |  |  |  |  |  |  |  |
| Milo & Witney       | Cha-cha-cha | Immunité    | Charleston     | Tango       | Jive                | Salsa          | Quickstep           | Danse contemporaine | Foxtrot         | Freestyle (Team HayNow)  | Tango argentin      | Cha-cha-cha | Charleston     | Freestyle |  |  |  |  |  |  |  |  |  |  |  |  |  |  |  |  |  |  |
| Evanna & Keo        | Foxtrot     | Immunité    | Samba          | Jive        | Valse viennoise     | Salsa          | Jazz                | Tango               | Rumba           | Freestyle (Team HayNow)  | Danse contemporaine | Foxtrot     | Tango          | Freestyle |  |  |  |  |  |  |  |  |  |  |  |  |  |  |  |  |  |  |
| Alexis & Alan       | Jive        | Jive        | Tango argentin | Salsa       | Danse contemporaine | Tango          | Foxtrot             | Jazz                | Samba           | Freestyle (Team JoeDown) | Valse               | Jive        | Tango argentin | Freestyle |  |  |  |  |  |  |  |  |  |  |  |  |  |  |  |  |  |  |
| Juan Pablo & Cheryl | Salsa       | Immunité    | Quickstep      | Foxtrot     | Samba               | Cha-cha-cha    | Valse viennoise     | Jive                | Charleston      | Freestyle (Team JoeDown) | Tango argentin      | Salsa       |                |           |  |  |  |  |  |  |  |  |  |  |  |  |  |  |  |  |  |  |
| Joe & Jenna         | Quickstep   | Immunité    | Foxtrot        | Jazz        | Valse viennoise     | Salsa          | Jive                | Tango argentin      | Tango           | Freestyle (Team JoeDown) | Danse contemporaine | Quickstep   |                |           |  |  |  |  |  |  |  |  |  |  |  |  |  |  |  |  |  |  |
| John & Emma         | Foxtrot     | Immunité    | Charleston     | Jive        | Valse               | Tango argentin | Quickstep           | Paso Doble          | Jazz            | Freestyle (Team HayNow)  |                     |             |                |           |  |  |  |  |  |  |  |  |  |  |  |  |  |  |  |  |  |  |
| DeMarcus & Lindsay  | Cha-cha-cha | Immunité    | Foxtrot        | Quickstep   | Tango argentin      | Paso Doble     | Charleston          | Salsa               | Valse viennoise | Freestyle (Team JoeDown) |                     |             |                |           |  |  |  |  |  |  |  |  |  |  |  |  |  |  |  |  |  |  |
| Mary Lou & Sasha    | Cha-cha-cha | Cha-cha-cha | Valse          | Samba       | Valse viennoise     | Charleston     | Danse contemporaine | Tango               |                 |                          |                     |             |                |           |  |  |  |  |  |  |  |  |  |  |  |  |  |  |  |  |  |  |
| Tinashe & Brandon   | Jive        | Immunité    | Tango argentin | Cha-cha-cha | Rumba               | Tango          |                     |                     |                 |                          |                     |             |                |           |  |  |  |  |  |  |  |  |  |  |  |  |  |  |  |  |  |  |
| Nancy & Val         | Quickstep   | Quickstep   | Cha-cha-cha    | Paso Doble  | Rumba               |                |                     |                     |                 |                          |                     |             |                |           |  |  |  |  |  |  |  |  |  |  |  |  |  |  |  |  |  |  |
| Danelle & Artem     | Foxtrot     | Foxtrot     | Cha-cha-cha    | Quickstep   |                     |                |                     |                     |                 |                          |                     |             |                |           |  |  |  |  |  |  |  |  |  |  |  |  |  |  |  |  |  |  |
| Nikki & Gleb        | Salsa       | Salsa       |                |             |                     |                |                     |                     |                 |                          |                     |             |                |           |  |  |  |  |  |  |  |  |  |  |  |  |  |  |  |  |  |  |

 Danse avec le meilleur score
 Danse avec le moins bon score
 Danse non-effectuée grâce à une immunité